# Gollismo

Bandiera della Francia libera con la croce di Lorena, simbolo del gollismo.

Il gollismo (meno comunemente gaullismo; in francese gaullisme) è la dottrina e il movimento che trae ispirazione dall'azione politica di Charles de Gaulle, nonostante il termine fosse contestato dal suo ispiratore. Il gollismo, più che un corpo di dottrina, è un modo di essere, una mentalità, che trae ispirazione dall'azione e dal pensiero del generale francese.
Il significato del termine «gollismo» si è evoluto nel tempo, ma si possono identificare tre grandi periodi:
- «gollismo di guerra»: durante la seconda guerra mondiale è sinonimo di «resistenza» (contro l'occupazione nazista della Francia e il governo di Vichy);
- «gollismo politico»: dopo la liberazione il termine prende il suo significato attuale per identificare le idee e la politica del generale de Gaulle, ora presidente;
- «neogollismo»: dopo il 1970 il termine è usato per indicare, a volte in maniera parziale, chi rivendica l'eredità gollista.

Il simbolo del gollismo è la croce di Lorena, mutuata dalla bandiera della Francia libera, l'organizzazione militare gestita da de Gaulle durante l'occupazione nazista.

## Il «pragmatismo» gollista
Il termine «dottrina» va inteso nel senso di "dei principi di base sui quali si appoggiano una strategia e dei piani d'azione" e in questo senso il gollismo assume una dimensione ideologica d'ordine politico, economico, sociale o militare, ect. Il generale de Gaulle era in realtà innanzitutto un uomo pragmatico che adattava le modalità della sua azione secondo le circostanze, conservando tuttavia dei principi intangibili.

## I grandi principi del gollismo

### Una filosofia...
Il gollismo è, inizialmente, una filosofia portatrice di «una certa idea della Francia». Essa parte delle constatazioni seguenti:
- la Francia ha potuto fare delle grandi cose nel passato, e essere una delle più importanti nazioni del mondo occidentale, quando essa era guidata verso un destino comune (l'impero carolingio, le crociate e la cavalleria, il Grand Siècle di Luigi XIV e l'irraggiamento della cultura francese attraverso l'Europa, la rivoluzione francese e Napoleone);
- al contrario, la Francia avrebbe in permanenza la tentazione di ripiegarsi su delle dispute interne (politiche, sociali, intellettuali), che secondo la visione gollista la porterebbero sulla via del declino.

In conseguenza, perché essa possa donare il meglio di se stessa e prendere la testa delle nazioni, la Francia deve in permanenza essere unificata da un capo, uno Stato o un progetto, e articolata in delle istituzioni politiche (un equilibrio dei poteri efficace), economiche (il piano) e sociali (la partecipazione) adeguate per evitare le lotte interne.
All'interno del gollismo si evidenzia una filosofia patriottica dell'umanesimo, ereditiera del cristianesimo politico (Charles de Gaulle partecipava prima della guerra ai circoli cristiano-democratici) ma anche probabilmente dell'ideale dell'anno II (rivoluzione francese) poiché de Gaulle ha detto in sostanza : «Non c'è che una sola disputa che conta, (...) ed è quella dell'Uomo.» Probabilmente, l'umanesimo gollista è:
- una finalità della grandezza della Francia, poiché il messaggio che la Francia porta nel mondo è umanista;
- una conseguenza attraverso la politica sociale che ha tuttavia per primo obiettivo di saldare la nazione.

### ...che guida dei grandi principi politici
Per conseguenza, sul piano politico, il gollismo tradizionale propone:
- L'indipendenza della Francia, con il rifiuto di una sua «vassallizzazione» a degli organismi sopranazionali (ONU, Comunità europea, NATO) a delle superpotenze (USA) o a delle potenze economiche e finanziarie. Questa indipendenza è difesa nei domini politici, economici, culturali, diplomatici e militari.
- Per estensione, il rispetto attraverso il mondo delle nazioni, delle entità culturali create dalla Storia e il baluardo dei popoli contro gli imperialismi (vedi i discorsi sul Québec libre, sulla guerra del Vietnam (discorso di Phnom Penh), etc.).
- Un potere esecutivo forte e stabile che dà al Presidente della Repubblica francese un ruolo primario.
- Una connessione diretta tra il capo e il popolo, passando al di sopra dei corpi intermedi (elezione del Capo dello Stato a suffragio universale diretto, ricorso frequente ai referendum).
- Il rifiuto del governo dei giudici. De Gaulle diceva: «In Francia, la [sola] corte suprema è il popolo[11]». All'origine il ruolo del Conseil constitutionnel[12] si limitava a evitare una deviazione del regime parlamentare in regime d'assemblea, ma non a imporre la propria visione dei diritti fondamentali agli organi eletti dal popolo.
- Il raggruppamento di tutti i Francesi, al di là delle differenze sinistra / destra, fonte di divisione e quindi di declino, attraverso una connessione diretta tra il capo e il popolo e la politica sociale.
- Il rifiuto del liberalismo economico classico a profitto di una economia orientata dallo Stato in vista di uno sviluppo volontaristico (la pianificazione, l'aménagement du territoire[13], i grandi progetti pubblici, il keynesismo, etc.).
- Il doppio rifiuto del capitalismo[14] (sfruttamento di una classe sociale sull'altra) e dei socialismi rivoluzionari (lotta di classe) a profitto di una «terza via» sociale. Al di là di una protezione sociale avanzata, la partecipazione[15] (ai benefici, alle decisioni, alla proprietà dell'impresa), chiamata anche associazione capitale-lavoro, deve riconciliare i Francesi tra di loro e condurre sia alla giustizia che all'efficacità.
- Sul metodo: il pragmatismo e il rifiuto delle soggezioni ideologiche per ottenere gli obiettivi fissati: indipendenza e irraggiamento della Francia nel mondo, unità interna della Francia al servizio di un progetto patriottico.
- Un certo conservatorismo sociale: de Gaulle era contro l'aborto (ma è sotto la sua presidenza che la pillola contraccettiva fu autorizzata con la Loi Neuwirth) ed era a favore della pena di morte (ma grazierà tutte le donne condannate a morte)[16].

### Le componenti del gollismo
Riunificando personalità di diverse origini e sensibilità politiche attorno all'azione di un uomo (de Gaulle), il gollismo è per sua natura diverso e variegato. Tuttavia, finché de Gaulle fu in vita e al governo, tutte queste sensibilità diverse si offuscavano di fronte agli arbitraggi di de Gaulle; dopo la sua scomparsa tutte le diverse sensibilità e correnti sono finalmente apparse evidenti e a volte in contrasto tra di loro. Le principali correnti furono o sono:

#### Il gollismo dopo de Gaulle

##### Il gollismo ortodosso
Il gollismo ortodosso (di destra) era corrente la più nazionalista / sovranista dei gollisti che insisteva sui principi di indipendenza e unità nazionale; alcuni esponenti furono: Michel Debré, Pierre Lefranc, Pierre Messmer.

##### Il «neogollismo»
Il «neogollismo» (di centro-destra), inizialmente vicino al gollismo tradizionale, è evoluto in seguito verso posizioni più liberali e europeiste, allineandosi verso le posizioni tradizionali delle destre europee, a sua volta poi è diviso in legittimo e liberale; alcuni esponenti furono o sono: Georges Pompidou, Jacques Chirac, Alain Juppé e Dominique de Villepin.
Il «neogollismo» fu la corrente maggioritaria all'interno del RPR e poi dell'UMP, almeno fino al 2004. Inizialmente vicina al gollismo tradizionale, si posiziona a destra adottando il liberalismo economico agli inizi degli anni 80 poi associandosi alla costruzione europea, nel quadro di una strategia di alleanza con l'UDF. Legato all'indipendenza nazionale, esso difende l'idea di un'Europa politica, potente indipendente e differente degli Stati Uniti, un'Europa di cooperazione intergovernamentale. Essendo stati formati alla scuola Pompidou, alcuni dei suoi rappresentanti sono talvolta qualificati di pompidoliani. Divisi tra chiracchiani e balladuriani in occasione della elezioni presidenziali in Francia del 1995, questa corrente ha visto i primi rimettere all'onore delle tesi sociali e statali mentre i secondi si posizionano su una linea liberale e conservatrice. Privilegiando un approccio pragmatico nell'esercizio del potere, ispirato anche da valori umanisti ereditati dal radicalismo o dal gollismo propriamente detto, esso tende in seguito, attorno a Jacques Chirac e all'interno dell'UMP, a promuovere il ruolo dello Stato di fronte alle sfide della mondializzazione.

##### Il gollismo sociale
Il gollismo sociale (di centro) era la corrente riformista di tipo social-democratico; alcuni esponenti furono o sono: Jacques Chaban-Delmas, Olivier Guichard, Philippe Séguin, François Fillon e Nicolas Dupont-Aignan.
Il gollismo sociale era difensore della democrazia sociale, senza tuttavia rimettere in causa il capitalismo (riformismo social-democratico), questa corrente è a volte considerata come la più vicina al gollismo tradizionale. Essa è in ogni caso quella che più di altre riesce a trascendere le appartenenze politiche. Jacques Chaban-Delmas ha così avuto per consiglieri Simon Nora o Jacques Delors e delle personalità socialiste come Martine Aubry (figlia di Delors) si sono dichiarate vicine alle idee di Philippe Séguin. Esso fa generalmente prova di progressismo sulle questioni di società. Oppositori, insieme ai «sovranisti» di Charles Pasqua, al trattato di Maastricht (1992), che essi giudicano fautore di un'Europa liberale e sopranazionale, alcuni di essi evolvono su questa questione e sono favorevoli al referendum francese sulla Costituzione Europea (2005).

##### Il gollismo di sinistra
Il gollismo di sinistra (di centro-sinistra) era la corrente più progressista, espressione del Union démocratique du travail (UDT), che rimetteva parzialmente in causa il capitalismo per proporre una terza via; alcuni esponenti furono: Louis Vallon, René Capitant, Jean Charbonnel, Gilbert Grandval, Philippe Dechartre e Jean-Pierre Chevènement.
Il gollismo di sinistra voleva proporre una terza via con l'associazione del capitale e del lavoro (la cosiddetta partecipazione) nella quale i dipendenti erano integrati nelle decisioni aziendali (secondo un sistema di cogestione) o secondo la teoria del pancapitalismo di Marcel Loichot che prevedeva di rimettere progressivamente, attraverso la pratica di una grande distribuzione d'azioni, il capitale delle imprese nelle mani dei loro dipendenti, così permettendo loro di entrare nel consiglio d'amministrazione e di partecipare alle decisioni. La partecipazione era una delle due riforme proposte nel referendum sulla riforma del Senato e la regionalizzazione (1969), perduto dal generale de Gaulle. Raggruppati all'interno dell'Union démocratique du travail (UDT), i rappresentanti di questa corrente, a l'eccezione di Philippe Dechartre, si sono progressivamente avvicinati alla sinistra tradizionale a seguito dell'esclusione di Jacques Chaban-Delmas e della «destrizzazione» del gollismo, giudicato ormai troppo liberale.

#### Le tendenze dell'RPR
Il Rassemblement pour la République (RPR), negli anni 90, raggruppava quattro tendenze:
- i «gollisti ortodossi» (Charles Pasqua) di idee sovraniste e vicini al gollismo storico degli anni 50 e 60;
- i «neogollisti legittimisti», detti anche Chiraquiens, (Jacques Chirac, Alain Juppé) che oscillavano tra il liberalismo, l'umanesimo ereditato dal radicalismo e il gollismo, di tendenza bonapartista;
- i «neogollisti liberali», detti anche conservatori liberali o Balladuriens, (Édouard Balladur, Nicolas Sarkozy) di idee liberali, europeiste ed atlantiste, di tendenza legittimista e orleanista;
- i «gollisti sociali», detti anche  Séguinistes, (Philippe Séguin, François Fillon) di idee più sociali, social-liberali e social-democratiche e anch'essi sono vicini al gollismo storico degli anni 50 e 60.

#### Le correnti dell'UMP

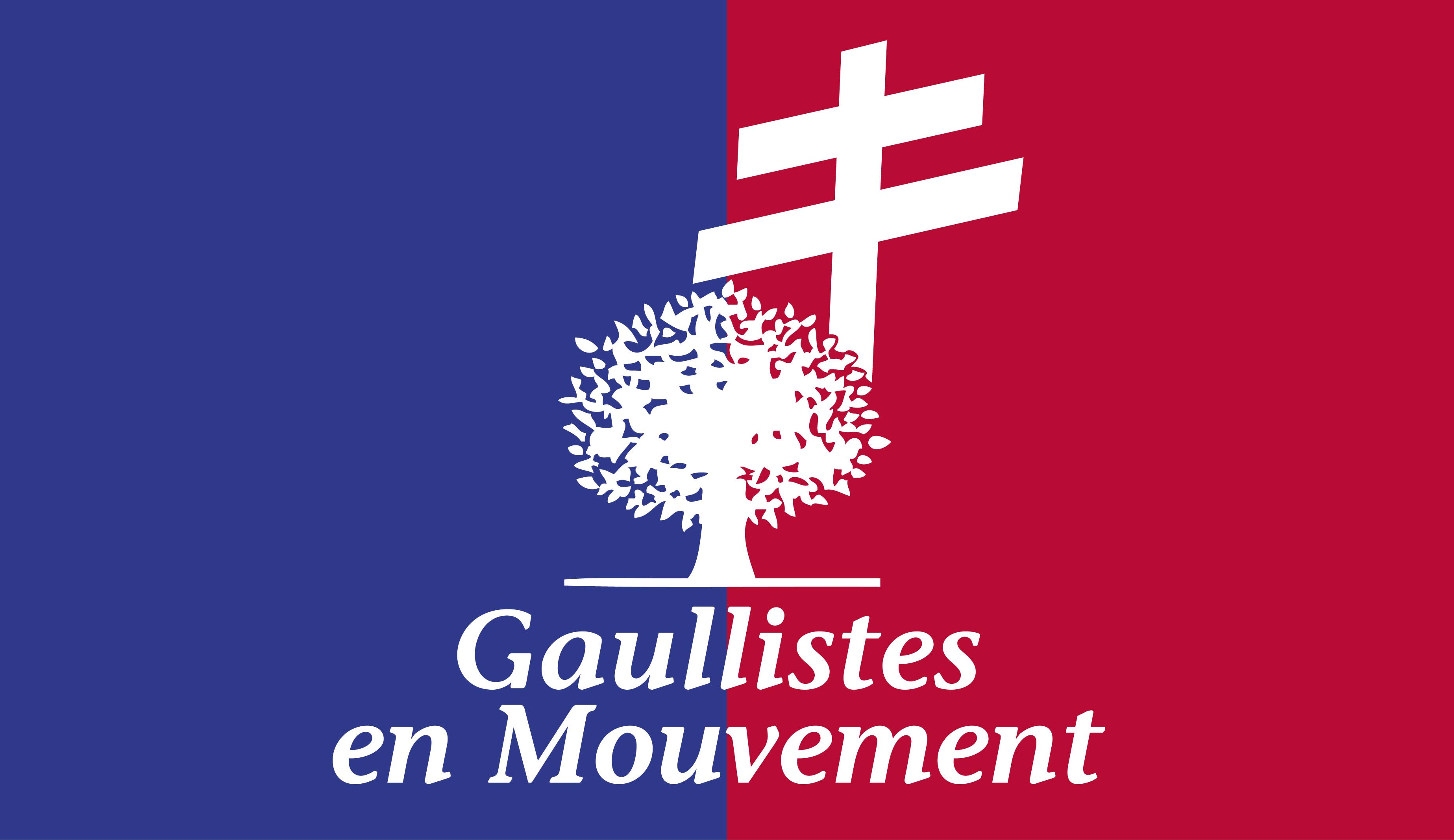
Il logo dei Gaullistes en mouvement riprende il logo dell'UMP aggiungendovi la croce di Lorena.

L'Union pour un mouvement populaire (UMP), a seguito del congresso del 18 novembre 2012, raggruppava cinque correnti (o movimenti) ufficiali:
- «La Droite Forte – Génération France Forte 2017» (27,77%), di Guillaume Peltier e Geoffroy Didier;
- «La Droite sociale» (21,69%), di Laurent Wauquiez;
- «France moderne et humaniste» (18,17%), di Jean-Pierre Raffarin, Luc Chatel, Jean Leonetti e Marc Laffineur;
- «Les Gaullistes en mouvement» (12,31%), di Michèle Alliot-Marie, Roger Karoutchi, Henri Guaino e Patrick Ollier;
- «La Droite populaire» (10,87%), di Thierry Mariani e Lionnel Luca;
- «La Boîte à idées, la motion anti divisions !» (9,19%), sostenuta da Alain Juppé, che però raccogliendo meno del 10% non fu accolta.

## Storia

### Il gollismo di guerra (1940-1944)

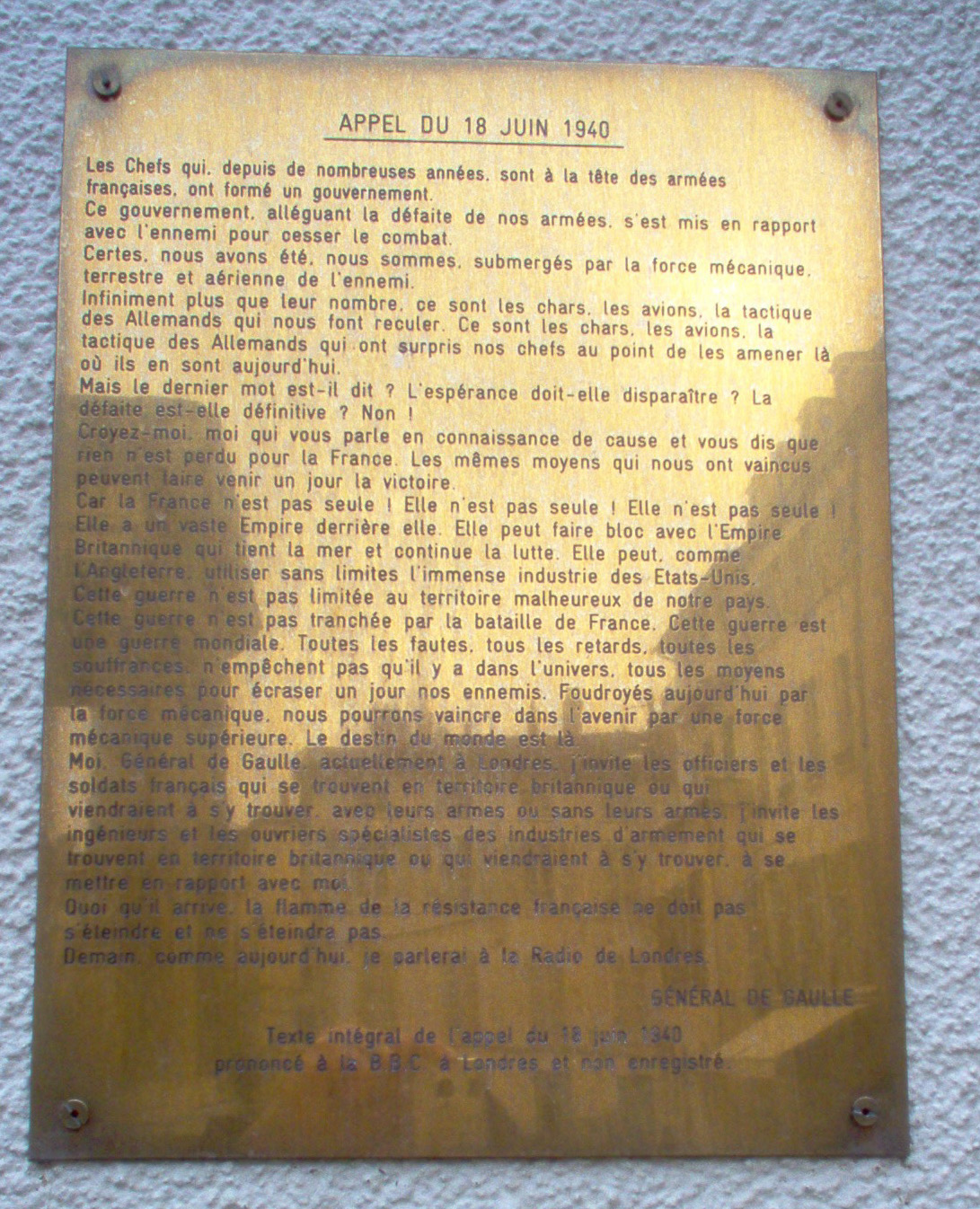
Testo dell'appello del 18 giugno.

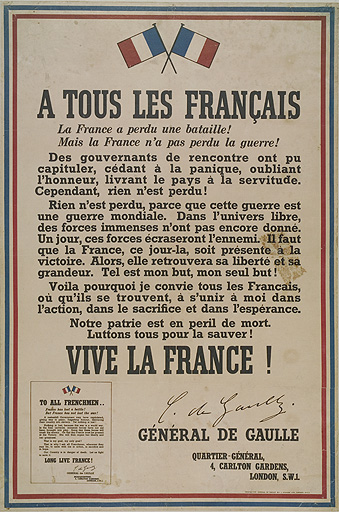
Manifesto «À tous les Français».

Il gollismo inizia durante la guerra, come movimento essenzialmente patriottico con l'appello del 18 giugno. Esso raggruppava attorno al generale de Gaulle, gli uomini di tutte le tendenze politiche che volevano portargli il loro appoggio per continuare la lotta contro Hitler e il nazifascismo accanto agli Alleati e rifiutare l'armistizio concluso dal maresciallo Pétain. 

A partire da luglio e da ottobre 1940, de Gaulle respinge le leggi repressive sullo status degli ebrei e critica l'assenza di legittimità di queste leggi. Dopo la guerra, un dibattito dottrinale e filosofico politico si instaura sulla differenza tra leggi «legali» e leggi «legittime»; le leggi repressive e razziste del governo di Vichy erano ad esempio legali nel senso giuridico e costituzionale rispetto alla gerarchia delle norme, ma, secondo de Gaulle, esse mancavano di legittimità.
I gollisti che lo poterono raggiunsero quindi i territori britannici per arruolarsi nelle Forces Françaises Libres e combattere accanto agli Alleati, o attivarono dei movimenti di avvicinamento delle diverse colonie francesi, che entrarono in guerra sotto l'autorità di de Gaulle.
Gli altri gollisti, quelli che non poterono raggiungerlo (cioè la maggioranza), restarono nei territori diretti da Vichy, dove alcuni di loro costituirono delle reti di propaganda, di spionaggio o di sabotaggio contro gli occupanti. Finalmente tutte queste organizzazioni di resistenza furono riunificate, da Jean Moulin, nel Conseil national de la Résistance (CNR), sotto gli ordini del generale de Gaulle, che ha trasformato il suo movimento da France libre a France combattante, per riunificare i resistenti dell'estero e dell'interno.
Ma de Gaulle non si accontenta di mantenere una parte dei Francesi nella lotta contro l'occupazione tedesca: egli fa di tutto per riconquistare la sovranità francese nel campo alleato, contro alcune pressioni di governanti inglesi e soprattutto statunitensi che hanno a lungo giocato contro di lui l'opzione vichysta.
Durante la Liberazione della Francia, la resistenza francese ha moltiplicato le sue azioni e paralizzato i tentativi di risposta tedesca allo sbarco. Quanto alla popolazione francese, essa ha accolto de Gaulle trionfalmente, forzando così Roosevelt a riconoscere infine pienamente il governo provvisorio installato in Francia da de Gaulle.
Il termine gollista era quindi praticamente sinonimo di resistente (nelle FFL all'estero e nelle FFI in Francia metropolitana); ma dopo il 22 giugno 1941 (Operazione Barbarossa) e l'ingresso in massa dei comunisti nella resistenza, il termine gollista identifica i resistenti che non sono comunisti.
L'obiettivo di de Gaulle – e del gollismo – era di «vincere la guerra», sia dal punto di vista «militare», sconfitta del nazismo e liberazione della Francia, sia dal punto di vista «diplomatico», legittimazione del GPRF come continuazione della Repubblica francese rispetto all'État français (considerato illegittimo da de Gaulle).

### Il gollismo politico (1945-1969)

#### L'opposizione alla Quarta Repubblica (1945-1958)
Ma de Gaulle, dopo aver vinto la guerra e restaurato la democrazia, ha criticato il «regime dei partiti» che era stato, secondo lui, per la Francia, prima della guerra una fonte di debolezza, e immagina l'instaurazione di un sistema democratico ma con un esecutivo forte.
I partiti politici, oggetto delle sue critiche, si difesero e, poiché de Gaulle non poteva applicare il suo programma, lo costrinsero a dimettersi dal GPRF nel gennaio 1946.
Il «gollismo» a questo punto prende un altro significato: smette di essere un movimento di resistenza e di restaurazione della democrazia e diventa un movimento politico deciso a sostenere le idee di Charles de Gaulle sulla necessità di un potere democratico ma forte, al quale si aggiungeva una parte sociale: la volontà di associare il capitale e il lavoro. Alcuni ex vichysti hanno raggiunto il movimento gollista così come ex comunisti, anche se alcuni dei ex compagni di lotte della France libre e della resistenza, che avevano preso posizione a sinistra, hanno combattuto il suo Rassemblement du peuple français (RPF).
Poiché la Quarta Repubblica francese aveva rapidamente evoluto verso un regime di preponderanza parlamentare, con dei governi di coalizione effimeri e che non arrivavano a prendere delle decisioni, i gollisti l'hanno combattuto senza tregua, associando a volte i loro voti in Parlamento a quelli dei comunisti. Il sistema politico della Quarta Repubblica, che riprendeva quello della Terza Repubblica (malgrado la crisi politica che questa aveva conosciuto negli anni 30), era un sistema parlamentare repubblicano; de Gaulle invece, nel suo discorso di Bayeux (1946) e in quello di Épinal (1946), delineava una forma di governo differente, che Maurice Duverger nel 1970 definirà come semipresidenziale.
Ma la Quarta Repubblica francese è indebolita a causa dell'incapacità dei governi di coalizione a risolvere i problemi della decolonizzazione. Dopo un sussulto sotto la Presidenza del Consiglio di Pierre Mendès France (ex aviatore della France libre, poi ministro di de Gaulle al CFLN e al GPRF), che riuscì a mettere fine per la Francia alla guerra d'Indocina e alla decolonizzazione della Tunisia, la Quarta Repubblica francese piomba nuovamente nell'immobilismo: l'insurrezione algerina provoca una repressione militare e un divorzio dalla métropole, non solamente con gli indigeni, ma anche con i francesi d'Algeria; fino alla crisi del maggio 1958 fomentata da militari e attivisti che reclamano il ritorno del generale de Gaulle.
Il governo centrale fu incapace di rispondere a questa crisi, e dopo il tentativo di colpo di Stato del 13 maggio 1958 ad Algeri e la creazione di Comités de salut public in Algeria e in Corsica, fu lanciata l'Opération Résurrection (24-28 maggio), questa prevedeva un'operazione militare in Corsica, per stabilire una testa di ponte, per poi dirigersi su Parigi e prenderne il potere allo scadere dell'ultimatum il 29 maggio.
Il governo di Pierre Pflimlin, che si era installato il 14 maggio, si dimette il 28 maggio. Nel frattempo de Gaulle, con la dichiarazione del 15 maggio, si dichiarava pronto ad assumere i poteri della Repubblica e, nella conferenza stampa del 19 maggio, confermava la sua volontà di rendersi utile per il Paese ma in un quadro strettamente legale e nel rispetto delle libertà pubbliche. Finalmente il 29 maggio il presidente René Coty fa appello al più illustre dei francesi, de Gaulle accetta e il 1º giugno 1958 forma il governo e il giorno dopo ottiene i pieni poteri dall'Assemblea nazionale. Finisce così la sua «traversata del deserto» (in francese: «traversée du désert») iniziata nel gennaio del 1946 e durata 12 anni.

#### Al governo durante la Quinta Repubblica (1958-1969)

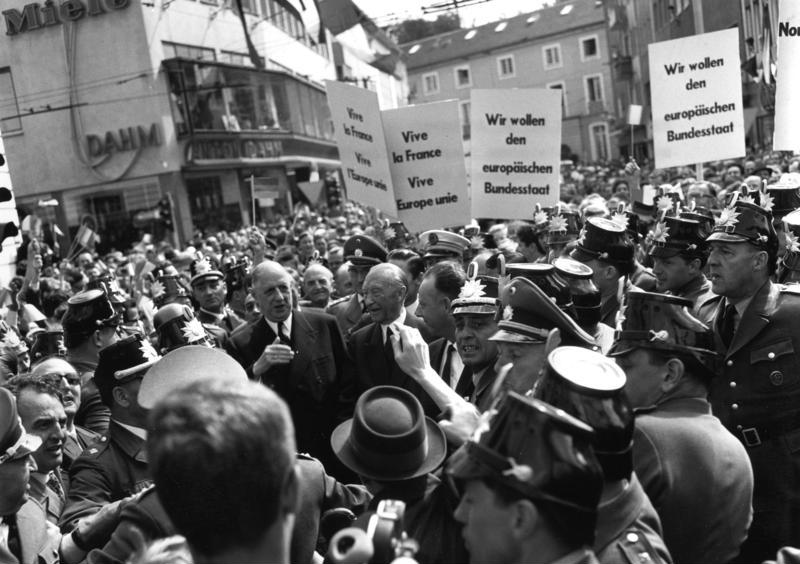
De Gaulle con il cancelliere tedesco Adenauer a Bonn nel settembre 1962.

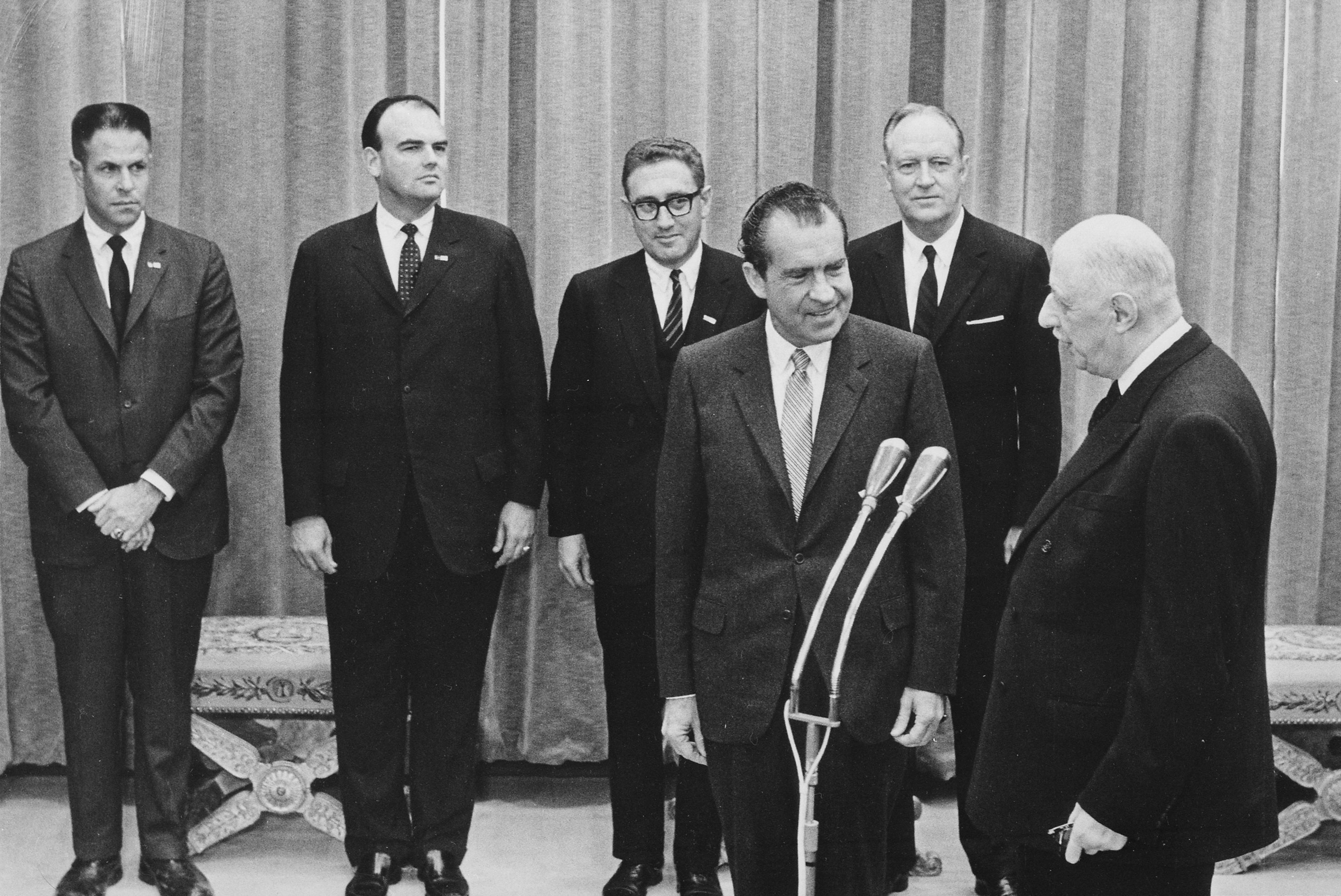
De Gaulle con il Presidente statunitense Nixon alla Casa Bianca nel febbraio 1969.

Il 1º giugno 1958 de Gaulle fa la dichiarazione d'investitura davanti Assemblea nazionale che gli accorda la fiducia; l'indomani ottiene dall'Assemblea nazionale i pieni poteri e la delega per la riforma costituzionale.
- Il 28 settembre 1958, tramite referendum, viene approvata la Costituzione francese della V Repubblica[26]; il 21 dicembre 1958, il generale de Gaulle è eletto Presidente della Repubblica e della Comunità; e l'8 gennaio 1959, de Gaulle prende le funzioni di Presidente della Repubblica e della Comunità e nomina Michel Debré come Premier ministre.
- Decolonizzazione: nella nuova Costituzione, la Comunità francese sostituiva l'Unione francese; tutti i territori d'oltremare[27] potevano scegliere se mantenere il loro statuto, diventare dipartimenti d'oltremare o diventare Stati membri della Comunità; durante il 1960, tutti gli Stati membri della Comunità francese divennero indipendenti.
- De Gaulle comprende fin da subito che la guerra d'Algeria non può essere vinta, essa inoltre mobilita enormi risorse (economiche e militari) e mette la Francia nella posizione imbarazzante di un paese che, da un lato, promuove l'indipendenza delle nazioni (Vietnam, America Latina) e, dall'altro, si ostina a voler mantenere l'Algeria francese. Nel 1959 de Gaulle lancia il Plan de Constantine per lo sviluppo economico e sociale in Algeria. Ma, nonostante il suo ritorno al potere sia stato possibile e favorito per mantenere l'Algeria francese, de Gaulle il 16 settembre 1959 pronuncia un discorso sull'autodeterminazione dei popoli, il 18 marzo 1962 vengono firmati gli accordi di Évian (che mettono fine teoricamente alla guerra), l'8 aprile 1962 i francesi (esclusi quelli d'Algeria) approvano il referendum sugli accordi di Évian e il 1º luglio 1962 gli algerini (in sostanza tutti i residenti in Algeria) approvano il referendum d'autodeterminazione dell'Algeria.
- Indipendenza (politica, diplomatica e militare) della Francia: la crisi di Suez e la crisi di Biserta (1961) sono la prova per de Gaulle della necessità per la Francia di essere totalmente indipendente rispetto alle due superpotenze dell'epoca (USA e URSS), per poter essere riconosciuta come una Nazione non asservita ed estendere le proprie relazioni diplomatiche in tutto il mondo: in quest'ottica, de Gaulle avvia delle cooperazioni culturali e scientifiche con l'URSS, riconosce la Cina comunista, effettua un viaggio in tutta America Latina per tessere relazioni e accordi di cooperazione economici e culturali. In breve de Gaulle vuole che la Francia sia considerata come una alternativa possibile di fronte ad un mondo bipolare.
- Per conseguire l'indipendenza nazionale, de Gaulle (ri)lancia il programma militare nucleare francese (anche contro l'opposizione degli USA), nel 1966 fa uscire la Francia dal Comando militare della NATO ed espelle tutte le basi NATO e statunitensi dal territorio francese. Nel 1960 è effettuato il primo test nucleare francese (Gerboise bleue) nell'Algeria francese, La Francia è il quarto Paese dopo USA, URSS e Regno Unito ad effettuare un test nucleare. Nel 1964 è operativo il bombardiere strategico Mirage IV, di produzione ed armamento nucleare interamente francese. Nel 1965 è lanciato il primo satellite artificiale francese (Astérix) con un razzo vettore di produzione nazionale (il lanciatore Diamant), nella corsa allo spazio la Francia è il terzo Paese ad inviare nello spazio un satellite con un razzo di produzione propria da una base francese; comunque già nel 1950 la Francia aveva lanciato il suo primo razzo-sonda (Véronique), terzo Paese ad inviare nello spazio un razzo di produzione propria.
- Indipendenza (economica e finanziaria) della Francia: de Gaulle mette in piedi numerose misure a sostegno dell'economia francese, tra cui l'introduzione del nuovo franco e, per ristabilire la bilancia dei pagamenti, aumenta le riserve monetarie e rimborsa il debito estero. Per assicurarsi il pieno controllo delle proprie riserve decide di procedere alla conversione delle riserve da dollari statunitensi in oro e fa procedere alla Marine nationale al rimpatrio dell'oro della Banca di Francia depositato a New York presso la Federal Reserve Bank. De Gaulle era per il sistema monetario Gold standard / Étalon-or.
- Per conseguire l'indipendenza economica, de Gaulle lancia un grande piano di modernizzazione dell'industria, in particolare quella aeronautica, spaziale e informatica; si attiva anche per l'indipendenza energetica investendo sia nel settore petrolifero sia nel settore nucleare; lancia un piano di modernizzazione dell'agricoltura con delle azioni strutturali, per risollevare un settore in profonda crisi, su tutta la filiera agricola. Realizza anche delle riforme sociali, rafforza lo stato sociale e cerca di realizzare la partecipazione, ovvero l'associazione capitale-lavoro, per superare la lotta di classe e permettere ai lavoratori di essere parte attiva nella gestione dell'impresa, tuttavia de Gaulle non riuscirà che parzialmente su questo punto a causa dell'opposizione sia del patronato che dei sindacati.
- De Gaulle immagina un'Europa delle nazioni (cioè un'Europa confederale, basata sullo Stato-nazione) contro ogni modello di Europa sovranazionale (basata sul federalismo europeo)[28][29], imperniata sull'asse franco-tedesco. Sostiene la costruzione europea con la firma dei Trattati di Roma (1957) e l'istituzione della CEE e della CEEA (1958) e la successiva fusione (1965) di queste due con la CECA. Ma si oppone alla CED (giudicata di ispirazione sovranazionale) e propone il Piano Fouchet (che però fu rifiutato dagli altri 5 paesi); pone per 2 volte il veto all'ingresso del Regno Unito; e attua una politica di bloccaggio (politica della sedia vuota) dal 30 giugno 1965 al 30 gennaio 1966 in particolare contro la modifica del principio dell'unanimità. Si attiva per la riconciliazione e la restaurazione di relazioni diplomatiche e amichevoli con la Repubblica Federale Tedesca (la réconciliation franco-allemande e l'amitié franco-allemande), dopo secoli di guerre tra le due nazioni, e il 22 gennaio 1963 viene firmato il Traité sur la coopération franco-allemande; ancor oggi, l'asse franco-tedesco è uno dei capisaldi della politica francese. La visione dell'Europa di de Gaulle era quella di una confederazione di Stati – un'Europa europea –, forte, indipendente e libera da ogni influenza esterna, in particolare degli USA e della NATO, ma gli altri 5 paesi membri dell'epoca (Belgio, Lussemburgo, Paesi Bassi, – e soprattutto – Germania Ovest e Italia) non condividevano (o non potevano condividere) questa visione[29].

### Il neogollismo
Il termine "neo-gollismo" è stato utilizzato in letteratura per descrivere il movimento emerso dopo la morte di de Gaulle nel 1970, attingendo una maggiore influenza dal liberalismo economico, rispetto al gollismo tradizionale e sociale. Alcuni aspetti del neogollismo, come il sostegno al Trattato di Maastricht e il riavvicinamento francese alla NATO sotto la presidenza di Chirac, sono stati descritti come difficili da conciliare con l'idea storica del gollismo.

#### Il neogollismo degli anni 70
I successori di Charles de Gaulle — Georges Pompidou, e brevemente Jacques Chaban-Delmas rappresentante l'ala riformista del gollismo - mantennero gli obiettivi del predecessore.
Dal dicembre 1976 il nuovo segretario Jacques Chirac iniziò la normalizzazione del programma gollista per allinearlo a quello delle destre europee (capitalismo liberale, fino all'atlantismo). Così il neogollismo moderno non ha conservato del gollismo che l'idea di una Francia forte all'interno di un'Europa indipendente.

#### La conversione liberale ed europeista (anni 80 e 90)
La mutazione fondamentale, guidata dalla segreteria Chirac, è intervenuta dopo la presidenza di Georges Pompidou, durante quella di Valéry Giscard d'Estaing ed è continuata nella prima metà degli anni ottanta. La rapida diffusione attraverso il mondo delle idee del liberalismo economico sul modello britannico (1979) e americano (1980) così come lo scontro ideologico con i governi socialisti della presidenza di François Mitterrand (dopo il 1981) hanno portato l'adesione della maggioranza del RPR al liberalismo economico, ufficializzata al congresso del partito del 1983 con Jacques Chirac. Le misure del governo Chirac dal 1986 al 1988, in particolare sotto la spinta di Édouard Balladur, ne sono l'illustrazione.

La seconda grande mutazione è la conversione ufficiale del RPR alla costruzione europea, a seguito dell'evoluzione di Jacques Chirac su questa questione: l'autore dell'appel de Cochin (1978) fa una campagna europeista a favore del trattato di Maastricht (1992), contro le posizioni prese da Charles Pasqua e Philippe Séguin.

Il Rassemblement pour la République (RPR), negli anni 90, raggruppava quattro tendenze: «ortodossa», «legittimista/centrista», «liberale» e «sociale».

#### L'UMP e la fine del gollismo? (2002-2015)
Nello stesso tempo, la potenza dell'influenza liberale sull'insieme dei movimenti politici di destra (e anche di sinistra) attraverso il mondo, ma anche la difficoltà, 20 o 30 anni dopo la sua morte, di immaginare cosa sarebbe stata la politica del generale de Gaulle, hanno condotto l'RPR a banalizzarsi all'interno delle destre europee, malgrado i tentativi di rinascita dottrinale dei gollisti sociali e sovranisti riuniti attorno alla rivista trimestrale «Une certaine idée», fondata da Philippe Séguin, nel 1998.

Dopo le elezioni presidenziali del 2002, il movimento «gollista» Raggruppamento per la Repubblica (RPR) si è sciolto in un nuovo partito di centro-destra: l'Unione per un Movimento Popolare (UMP).

La trasformazione del RPR nell'UMP, partito dominante della destra francese con un programma giudicato liberale e europeista, malgrado la difesa di Jacques Chirac del modello sociale francese, pose, nei primi anni del XXI secolo, la questione della perennità del gollismo nella vita politica francese.

Tuttavia, dopo la scomparsa del RPR, dei movimenti rivendicano il mantenimento del pensiero gollista: alcuni sono (stati) associati o vicini all'UMP (come l'Union des jeunes pour le progrès, il Mouvement Initiative et Liberté, il Club Nouveau Siècle o Le Chêne); altri se ne sono distaccati (Debout la France) o si sono riuniti attorno a valori comuni sovranisti e sociali; infine vi sono associazioni e club di riflessione di ispirazione gollista.
Nel 2015 infine il leader dell'UMP, Nicolas Sarkozy, lo trasforma ne Les Républicains.

#### Il neogollismo dopo Sarkozy
Elementi neogollisti sono presenti, oltre che ufficialmente nel partito erede dell'UMP sarkozista, Les Républicains, anche nel gruppo Les Patriotes e nel Front National dopo l'ascesa di Marine Le Pen nel 2011, partito di estrema destra ed euroscettico dal 2018 noto come "Rassemblement National". Alcuni commentatori politici hanno argomentato che anche il presidente centrista ed europeista Emmanuel Macron (La République en marche, oggi Reinassance) si ispiri in qualche modo al gollismo oltre che alla destra liberale; per le sue idee è stato altresì coniato il neologismo macronismo.

## Personalità e partiti gollisti

### Personalità golliste
A partire da Charles de Gaulle (1947 - 1970), sono stati di matrice gollista i politici Georges Pompidou (1970 - 1974), Jacques Chaban-Delmas (1974-1976), Jacques Chirac (1976-2004) e Nicolas Sarkozy (2004-2015).
I «baroni del gollismo» sono i gollisti che avevano raggiunto de Gaulle all'inizio, alcuni già dagli anni quaranta, durante la guerra: Alain Peyrefitte,
André Malraux,
Christian Fouchet,
Edmond Michelet,
Gaston de Bonneval,
Gaston Palewski,
Georges Pompidou,
Jacques Baumel,
Jacques Chaban-Delmas,
Jacques Foccart,
Jacques Soustelle,
Léon Delbecque,
Louis Terrenoire,
Louis Vallon,
Lucien Neuwirth,
Maurice Couve de Murville,
Maurice Schumann,
Michel Debré,
Olivier Guichard,
Pierre Lefranc,
Pierre Mazeaud,
Pierre Messmer,
Pierre Picard,
Raymond Dronne,
Raymond Triboulet,
René Capitant,
Roger Frey,
Yves Guéna, ect.
Altre personalità golliste sono: i 43 cosignatari dell'«appel des 43», i 229 parlamentari eletti sotto la Quarta Repubblica francese tra il 1946 e il 1958,
Alain de Boissieu,
Alain Juppé,
Albin Chalandon,
Bernard Accoyer,
Bernard Debré,
Catherine Vautrin,
Charles Pasqua,
Claude Greff,
Christian Poncelet,
Dominique de Villepin,
Eugénie Éboué-Tell,
Édouard Balladur,
François Fillon,
Gérard Larcher,
Gilbert Grandval,
Henri Guaino,
Isabelle Debré,
Jacques Godfrain,
Jean-Louis Debré,
Joël Le Theule,
Louis Joxe,
Marie-France Garaud,
Marie-Jo Zimmermann,
Michèle Alliot-Marie,
Michel Barnier,
Nicolas Dupont-Aignan,
Patrick Devedjian,
Patrick Ollier,
Philippe Briand,
Philippe de Gaulle,
Philippe Dechartre,
Philippe Séguin,
Roger Karoutchi,
Serge Dassault, 
François-Xavier Bellamy, ecc.

### Partiti gollisti
In Francia il termine partito gollista ha designato generalmente il più grande movimento politico che si rivendicava gollista. Tutti i partiti gollisti – da RPF a RPR – avevano nel logo la croce di Lorena.
Dallo scioglimento nel 2002 del Rassemblement pour la République, i successivi si definiscono movimenti post gollisti o neo gollisti.
|                                                                   |                 |  |     |     |
| ----------------------------------------------------------------- | --------------- |  | --- | --- |
| destra                                                            | destra          |  | 1%  | 1%  |
| centro-destra                                                     | centro-destra   |  | 17% | 17% |
| centro                                                            | centro          |  | 52% | 52% |
| centro-sinistra                                                   | centro-sinistra |  | 30% | 30% |
| Ripartizione della tendenza politica dei quadri dell'RPR nel 1978 |                 |  |     |     |

|                                                                   |                 |  |     |     |
| ----------------------------------------------------------------- | --------------- |  | --- | --- |
| destra                                                            | destra          |  | 9%  | 9%  |
| centro-destra                                                     | centro-destra   |  | 63% | 63% |
| centro                                                            | centro          |  | 26% | 26% |
| centro-sinistra                                                   | centro-sinistra |  | 2%  | 2%  |
| Ripartizione della tendenza politica dei quadri dell'RPR nel 1984 |                 |  |     |     |

I partiti seguenti si collocavano o si collocano generalmente nel centro-destra dello spettro politico, anche se il gollismo di de Gaulle si voleva come una «terza via sociale anti-capitalista e anti-marxista». Il posizionamento a destra è gollismo è controverso. I gollisti della prima fase, erano divisi tra gli ortodossi, nazionalisti e sovranisti, e i sociali, riformisti e progressisti. Quest'ultimi non si dicevano di destra, seppur anti-comunisti, ma rivendicavano un posizionamento tra centrista e progressista e consideravano l'UDF di Giscard d'Estaing un partito di centro destra e conservatore. Ma questo almeno fino alla fine degli anni settanta, a partire dagli anni ottanta, l'RPR si sposta verso destra e viceversa l'UDF verso il centro dello spettro politico francese.
Numero deputati e senatoriAnni0501001502002503001940195019601970198019902000DeputatiSenatoriEffettivi dei gruppi gollisti tra il 1949 e ...

#### Partito diretto da de Gaulle (1947-1955)
- Rassemblement du peuple français (RPF) (1947 - 1955), fondato e presieduto dal generale de Gaulle.

#### Partiti successivi diretti (1958-2002)
- Union pour la nouvelle République (UNR) (1958 - 1967), principale partito gollista a sostegno della presidenza di de Gaulle.
- Union démocratique du travail (UDT) (1959 - 1967), espressione del gollismo di sinistra a sostegno della presidenza di de Gaulle.
- Union des Démocrates pour la Ve République (UDVe) (1967 - 1968), fusione di UNR e UDT.
- Union des démocrates pour la République (UDR) (1968 - 1976), cambio di nome del UDVe.
- Rassemblement pour la République (RPR) (1976 - 2002), trasformazione dell'UDR in RPR ad opera di Jacques Chirac.

#### Partiti post-gollisti (dal 2002)
- Union pour un mouvement populaire (UMP) (2002 - 2015), fusione di RPR, Démocratie libérale e Écologie bleue e ingresso di numerosi parlamentari dell'UDF.
- Les Républicains (LR) (dal 2015), cambiamento di nome e statuto dell'UMP.

#### Altri partiti, coalizioni e movimenti
- Mouvement républicain populaire (MRP) (1944 - 1967), partito centrista cristiano-democratico «fedele» al generale de Gaulle.
- Union des républicains d'action sociale (URAS) (1955 - 1956), a seguito della scomparsa dell'RPF i gollisti si riorganizzano nell'URAS.
- Républicains sociaux (RS) (1956 - 1958), evoluzione dell'URAS, che poi diventerà l'UNR.
- Service d'action civique (SAC) (1960 - 1981), associazione a servizio del generale de Gaulle.
- UNR-UDT (1962 - 1969), coalizione di UNR e UDT a sostegno della presidenza di de Gaulle.
- Républicains indépendants (1962 - 1977), partito in appoggio alla presidenza di de Gaulle e guidato da Valéry Giscard d'Estaing.
- Union des Jeunes pour le Progrès (UJP) (dal 1965), organizzazione giovanile gollista[48].
- Union pour la défense de la République (UDR) (1968), coalizione elettorale in vista delle elezioni del maggio 1968.
- Union Nationale Inter-universitaire (UNI) (dal 1969), organizzazione universitaria[49].
- Mouvement Initiative et Liberté (MIL) (dal 1981), movimento di destra civica, gollista e patriottica[50].
- Union des Démocrates pour le Progrès (UDP) (dal 1986), organizzazione gollista[51].
- Mouvement pour la France (MPF) (dal 1994), partito creato da Philippe de Villiers[52].
- Solidarité & Progrès (S&P) (dal 1996), partito creato da Jacques Cheminade[53].
- Action pour le renouveau du gaullisme et de ses objectifs sociaux (ARGOS) (1998 - 2008), movimento gollista sociale fondato da Jean Charbonnel[54].
- Rassemblement pour la France (et l'indépendance de l'Europe) (RPF(IE)) (1999 - 2002), partito creato da Charles Pasqua e Philippe de Villiers e poi confluito nell'UMP.
- Club Nouveau Siècle (CNS) (dal 2001), movimento gollista di sinistra fondato da Philippe Dechartre[55].
- Union gaulliste pour une France républicaine (UGFR), (2003 - 2004), componente gollista del Pôle républicain di Jean-Pierre Chevènement[54].
- Union du Peuple Francais (UPF) (dal 2006), movimento gollista e repubblicano guidato da Sébastien Nantz[56].
- Union Populaire Républicaine (UPR) (dal 2007), movimento sovranista guidato da François Asselineau[57][58].
- Convention des gaullistes sociaux pour la Ve République (dal 2008), movimento gollista sociale fondato da Jean Charbonnel[54].
- Debout la France (DLF) (dal 2008), prima corrente dell'RPR e dell'UMP, poi partito autonomo dal 2008, guidato da Nicolas Dupont-Aignan[59][60].
- République solidaire (RS) (2010), movimento politico fondato da Dominique de Villepin[61].
- Rassemblement Gaulliste (RG) (2012), movimento politico fondato da Roger Karoutchi[62][63].
- Force républicaine (dal 2013, dal 2001 al 2013: France.9), associazione / think tank presieduto da François Fillon[64][65][66].
- (Michèle Alliot-Marie) Le Chêne (dal 2006) e Nouvelle France (dal 2016), movimenti gollisti presieduti da Michèle Alliot-Marie[42][67].